# Centrolene
Centrolene és un gènere de granotes de la família Centrolenidae.

## Taxonomia
- Centrolene acanthidiocephalum (Ruiz-Carranza & Lynch, 1989)
- Centrolene altitudinale (Rivero, 1968)
- Centrolene andinum (Rivero, 1968)
- Centrolene antioquiense (Noble, 1920)
- Centrolene audax (Lynch & Duellman, 1973)
- Centrolene azulae (Flores & McDiarmid, 1989)
- Centrolene bacatum (Wild, 1994)
- Centrolene balionotum (Duellman, 1981)
- Centrolene ballux (Duellman & Burrowes, 1989)
- Centrolene buckleyi (Boulenger, 1882)
- Centrolene callistommum (Guayasamin & Trueb, 2007)
- Centrolene durrellorum (Cisneros-Heredia, 2007)
- Centrolene fernandoi (Duellman & Schulte, 1993)
- Centrolene geckoideum (Jiménez de la Espada, 1872)
- Centrolene gemmatum (Flores, 1985)
- Centrolene gorzulai (Ayarzagüena, 1992)
- Centrolene grandisonae (Cochran & Goin, 1970)
- Centrolene guanacarum (Ruiz-Carranza & Lynch, 1995)
- Centrolene heloderma (Duellman, 1981)
- Centrolene hesperium (Cadle & McDiarmid, 1990)
- Centrolene huilense (Ruiz-Carranza & Lynch, 1995)
- Centrolene hybrida (Ruiz-Carranza & Lynch, 1991)
- Centrolene ilex (Savage, 1967)
- Centrolene lema (Duellman & Señaris, 2003)
- Centrolene lemniscatum (Duellman & Schulte, 1993)
- Centrolene litorale (Ruiz-Carranza & Lynch, 1996)
- Centrolene lynchi (Duellman, 1980)
- Centrolene mariae (Duellman & Toft, 1979)
- Centrolene mariaelenae (Cisneros-Heredia & McDiarmid, 2006)
- Centrolene medemi (Cochran & Goin, 1970)
- Centrolene muelleri Duellman & Schulte, 1993
- Centrolene notostictum (Ruiz-Carranza & Lynch, 1991)
- Centrolene paezorum (Ruiz-Carranza, Hernández-Camacho & Ardila-Robayo, 1986)
- Centrolene papillahallicum (Noonan & Harvey, 2000)
- Centrolene peristictum (Lynch & Duellman, 1973)
- Centrolene petrophilum (Ruiz-Carranza & Lynch, 1991)
- Centrolene pipilatum (Lynch & Duellman, 1973)
- Centrolene prosoblepon (Boettger, 1892)
- Centrolene quindianum (Ruiz-Carranza & Lynch, 1995)
- Centrolene robledoi (Ruiz-Carranza & Lynch, 1995)
- Centrolene sanchezi (Ruiz-Carranza & Lynch, 1991)
- Centrolene scirtetes (Duellman & Burrowes, 1989)
- Centrolene tayrona (Ruiz-Carranza & Lynch, 1991)